# Henri Delaunay

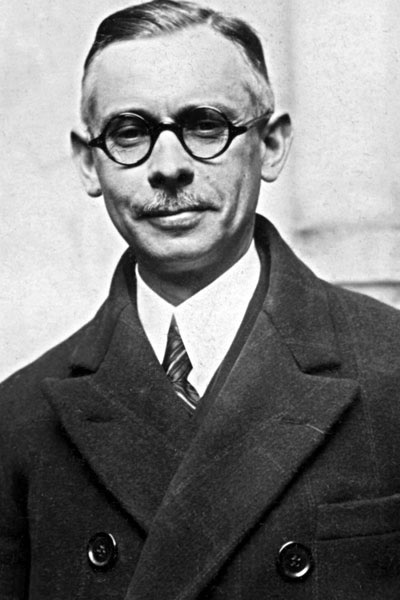
Delaunay rond 1925

Henri Delaunay (Parijs, 15 juni 1883 – aldaar, 9 november 1955) was een Franse voetbalpersoonlijkheid.
Delaunay begon als voetballer bij het Parijse team Étoile des Deux Lacs. Na zijn carrière als voetballer, werd hij scheidsrechter. Hij trok zich terug uit deze positie na een incident tijdens een wedstrijd tussen AF-Garenne Doves en ES Benevolence. Hij kreeg bij deze wedstrijd de bal vol in zijn gezicht, waardoor hij zijn fluitje inslikte en twee tanden brak.
In 1906 werd Delaunay voorzitter van Étoile des Deux Lacs. Daarnaast had hij bij deze club ook andere taken. Van 1924 tot 1928 diende hij als lid van de FIFA. Samen met Jules Rimet was hij een van de vormgevers van het wereldkampioenschap voetbal. Tevens was hij de bedenker van de voormalige wereldbeker voetbal voor clubteams.
Delaunay was grotendeels verantwoordelijk voor de oprichting van het Europees kampioenschap voetbal mannen. Hij kwam in 1927 met het idee voor deze wedstrijd, maar pas in 1960 werd het toernooi gerealiseerd. De trofee van dit kampioenschap is naar hem vernoemd. Deze trofee is ook te zien in het logo van het kampioenschap.
Van 15 juni 1954 tot aan zijn dood was Delaunay secretaris-generaal van de UEFA. Hij stierf in 1955. Na zijn dood werd hij opgevolgd door zijn zoon Pierre Delaunay.